# سیارک ۱۴۰۰۳۸
سیارک ۱۴۰۰۳۸ (به انگلیسی: 140038 Kurushima، نامگذاری:2001SN73) صد و چهل هزار و سی و هشتمین سیارک کشف شده‌است که در ۱۸ سپتامبر ۲۰۰۱ کشف شد.